# Segurança patrimonial
A segurança patrimonial é o conjunto de atividades do ramo da segurança que tem como objetivo prevenir e reduzir perdas patrimoniais em uma determinada organização.

## Atividades e tarefas
É considerada estratégica em determinadas situações, já que as perdas patrimoniais podem cessar as atividades da empresa. Seu valor na cadeia estratégica aumenta de acordo com o valor agregado do produto final comercializado pela empresa.
As tarefas de um processo de segurança patrimonial mais comuns são:
- controle de acessos (pedestres, mercadorias e veículos);
- controle de materiais e estoque;
- prevenção de furtos e roubos;
- ronda perimetral;
- vigilância ostensiva.

A atividade de segurança patrimonial visa controlar riscos ao patrimônio da entidade e à integridade física das pessoas.